# Planescape: Torment
Planescape: Torment é um RPG para o Microsoft Windows desenvolvido pela Black Isle Studios, e lançado em 12 de Dezembro de 1999 pela Interplay Entertainment. A acção desenvolve-se no universo Planescape, um cenário de fantasia de Advanced Dungeons & Dragons. O jogo utiliza uma versão modificada do Infinity Engine, também usado em Baldur's Gate, um jogo desenvolvido pela BioWare.
O foco de Planescape: Torment é o seu enredo, sendo dada menos importância ao combate do que o habitual na maioria dos RPGs da época. No jogo, o protagonista é um imortal que viveu muitas vidas, mas esqueceu tudo, incluindo o seu nome, pelo que lhe é dado o nome de Nameless One (literalmente aquele que não tem nome). O enredo desenvolve-se à volta da viagem do protagonista pela cidade de Sygil e por outros planos de existência, em busca das memórias da sua vida passada. Várias personagens podem-se juntar ao Nameless One durante a viagem, a maioria das quais já o encontraram nalguma vida passada.
O jogo não atingiu grande sucesso comercial, mas recebeu inúmeras criticas positivas, e tornou-se um jogo cult, sendo elogiado pelos diálogos imersivos, pela sua localização obscura e pela identidade da personagem principal, que se afasta das características normais dos protagonistas de RPGs. Foi considerado por muitos jornalistas da área dos videojogos como sendo o melhor RPG de 1999, continuando a ser alvo de atenção muito após o seu lançamento.

## Jogabilidade
Planescape: Torment usa o Infinity Engine, desenvolvido pela BioWare, que representa o mundo em duas dimensões, duma perspectiva isométrica As regras do jogo são baseadas em Advanced Dungeons & Dragons. Os jogadores assumem o papel do Nameless One, um imortal que procura descobrir a razão para a sua incapacidade de morrer. O jogador interage com o cenário (pinturas) clicando no chão para se mover ou em personagens ou objectos para interagir com os mesmos. Itens e feitiços podem ser usados através de hotkeys, quick slots ou um menu circular. Como alternativa às armaduras, podem-se usar tatuagens mágicas, aplicadas ao Nameless One e a outras personagens para melhorar as suas habilidades.
Antes de começar a jogar, o jogador deve criar a sua personagem. O Nameless One começa o jogo como um guerreiro (fighter no original), mas o jogador pode alterar a sua classe para ladrão ou feiticeiro. Depois de ter mudado de classe, o jogador pode sempre voltar à classe original. Esta mudança é feita através de tutores, espalhados pelo jogo. O jogador pode recrutar companheiros de aventura durante jogo, dentre um total de 7 disponíveis. Contudo, apenas cinco podem acompanhar o jogador. É frequente o diálogo entre os companheiros, ocorrendo aleatoriamente ou durante uma conversa com um NPC.
Em Planescape: Torment, a resolução de problemas passa frequentemente pelo diálogo, e não pelo combate, e muitas das situações violentas podem ser resolvidas ou evitadas através do diálogo. Uma análise ao jogo menciona que se as respostas certas fora seleccionadas, o jogador só raramente terá necessidade de recorrer à violência. O Nameless One possui um jornal que ajuda os jogadores a lembrarem-se das numerosas tarefas e enredos opcionais. A morte da personagem principal não acarreta penalidade alguma, renascendo a mesma noutro local.
Em AD&D o Alinhamento determina a perspectiva ética e moral de uma personagem em dois eixos independentes: bem vs. mal e ordem vs. caos, sendo uma propriedade estática escolhida pelo jogador no início do jogo. Em Planescape: Torment a personagem começa invariavelmente o jogo como verdadeiramente neutral, ou seja, nem boa nem má, nem ordenada nem caótica. Durante o curso do jogo esta propriedade vai sofrendo mudanças baseadas no comportamento da personagem. Os NPCs respondem à personagem principal de maneira diferente consoante o seu alinhamento. Uma análisa da NextGen indicou que o jogo agrada quer a jogadores que procuram ser bondosos e ordeiros, quer àqueles que apenas querem matar tudo e todos.

## História

### Localização
O enredo do jogo decorre no “multiverso” Planescape, criado para o RPG de Mesa Dungeons & Dragons. Este “multiverso” está dividido em múltiplos planos, cada qual com uma variedade de criaturas a habitá-lo e propriedades mágicas distintas. Num artigo publicado no jornal da especialidade ‘’Gamestudies’’, Diane Carr descreveu este “multiverso” como sendo “um espectáculo psicadélico, uma longa história, um jardim zoológico e uma sala repleta curiosidades” e as suas criaturas como sendo “grotescas mas não assustadoras”. Planescape:  Torment foi o primeiro jogo localizado no universo Planescape.
A primeira parte do jogo localiza-se na cidade de Sigil, no cimo de uma espiral infinitamente grande colocada no centro do multiverso, servindo de ligação entre os planos graças a sua enorme rede de portais mágicos. A cidade é supervisionada pela poderosa Senhora da Dor (Lady of Pain no original). Diversas facções controlam as várias funções da cidade, cada uma possuindo a sua própria ideologia e perspectiva do mundo. Cada uma das facções procura alargar a sua influência e controlo sobre a cidade. O Nameless One pode-se juntar a várias destas facções durante o jogo. O desenrolar da história acaba por afastar o Nameless One da cidade, levando-o a visitar outros planos de existência, tais como Baator e Carceri. No curso destas viagens, o passado da personagem vai-se tornando mais claro.

## Desenvolvimento
Em 1997, os designers do jogo produziram um documento de 47 páginas, que continha as premissas e a sua visão do jogo, que foi usado para apresentar a ideia a gestão da Interplay. Inicialmente o jogo seria chamado Last Rites, e era descrito como de fantasia "avant-garde", para o destinguir dos jogos do género alta fantasia. Este documento também continha a arte conceptual das personagens e áreas do jogo.
O objectivo dos criadores do jogo sempre foi desafiar as convenções de um role-playing game tradicional: o jogo não apresenta dragões, elfos, goblins e outras raças comuns nos universos de fantasia; apenas existem três tipos de espadas; os ratos encontrados no jogo podem ser bastante difíceis de derrotar; e os mortos vivos mostram-se mais simpáticos do que alguns humanos.

Segundo o principal designer e roteirista Chris Avellone, Planescape: Torment foi inspirado por livros, quadrinhos e jogos, incluindo Archie Comics, The Chronicles of Amber, The Elementals e Shadowrun. O jogo de 1997 também contém referências a O Senhor dos Anéis para descrever alguns personagens. Durante o desenvolvimento de Planescape: Torment, Avellone estava simultaneamente trabalhando em Fallout 2. Em uma entrevista de 2007, ele comentou que Fallout 2 o ajudou a repensar as possibilidades de diálogos em Planescape: Torment (e em jogos posteriores, como Neverwinter Nights 2). O produtor Guido Henkel falou sobre a simplificação das regras de AD&D: "Ainda levamos as regras de AD&D muito a sério, mas permitimos a remoção de alguns 'overheads'". Final Fantasy VII também é mencionado como uma fonte de inspiração nos créditos do jogo.

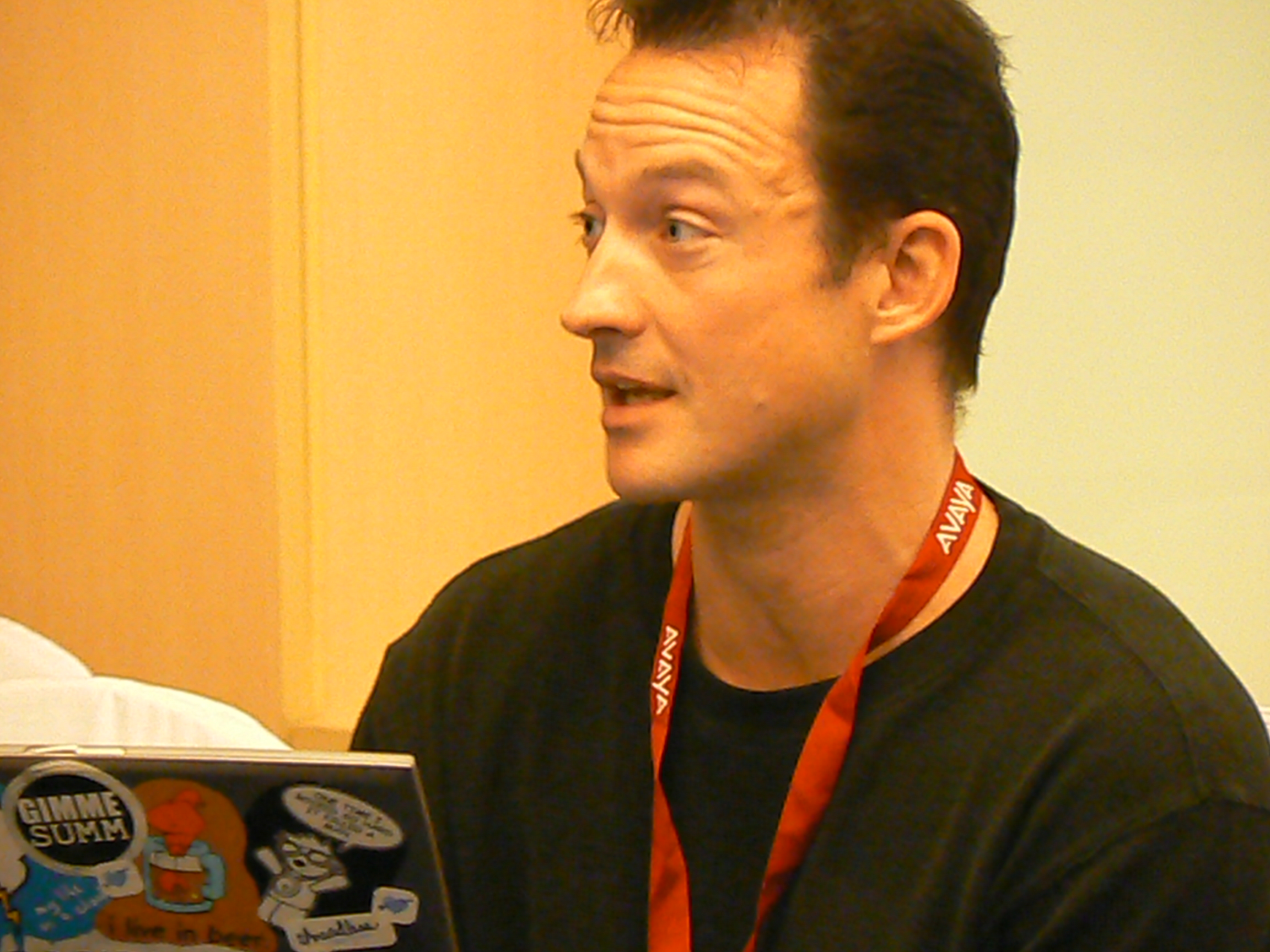
Chris Avellone em Manilla, 2009